# Bacchanten (Poot)
Bacchanten is een compositie voor harmonieorkest van de Belgische componist en lid van de componisten groep De Synthetisten Marcel Poot uit 1983.
Van het werk bestaat een cd opname door de Koninklijke Militaire Kapel onder leiding van Pierre Kuijpers.